# Eve Kosofsky Sedgwick
Eve Kosofsky Sedgwick, född 2 maj 1950 i Dayton, Ohio, död 12 april 2009 i New York, var en amerikansk forskare inom queerteori och genusvetenskap.